# Cèlia (nom)
Cèlia és un nom propi d'origen etrusc en la seva variant en català. Procedeix de l'etrusc celi ('setembre') o bé és un derivat del llatí cælum 'cel', i es tracta de patronímic de la gens Cèlia, míticament fundada per l'etrusc Celi Vibenna, que també va donar nom al Celi, un dels set turons de Roma.

## Variants
Celina ('celestial') és una variant del nom de Cèlia i s'empra com a diminutiu, tot i que el més comú és Cèlia.
A vegades el mateix nom de Cèlia, és utilitzat com a diminutiu de Celeste (que pot considerar-se una variació) o de Cecília, amb el qual no té cap relació històrica ni etimològica.
| Variant(s) | Llengua                                    |
| ---------- | ------------------------------------------ |
| Celia      | Espanyol, Anglès, Italià, Polonès i Gallec |
| Cèlia      | Català                                     |
| Célia      | Francès, Portuguès                         |
| Zelia      | Euskera                                    |
| Sheila     | Celta                                      |
| Silke      | Alemany                                    |
| Οὐρανία    | Grec                                       |
| Kūlani     | Hawaià                                     |

## Personatges famosos
- Celia Walden, Periodista, novel·lista i crític britànic.
- Celia Viñas, Autora espanyola.
- Celia Cruz, Cantant cubana.
- Celia Castro, Primera dona en estudiar pintura professional a Chile.
- Celia Jiménez Caballero, Cuinera espanyola.
- Celia Villalobos, Funcionària i política espanyola.
- Celia Johnson, Actriu britànica.
- Celia Amorós, Filòsofa, escriptora i assagista espanyola.
- Celia Flores, Cantant espanyola.
- Celia Alcántara, dramaturga argentina.
- Celia Amorós, filòsofa espanyola.
- Celia Blanco, actriu pornogràfica espanyola.
- Celia Bravo, pseudònim de l'escriptora Lucila Mataix.
- Celia Cruz, cantant cubana.
- Celia Gámez, actriu hispano-argentina.
- Celia Geraldy, actriu i vedette argentina.
- Celia Johnson, actriu britànica.
- Celia Langa, cantant espanyola.
- Celia Maestre, guia d'atletes paralímpics.
- Célia Mara, cantautora i productora brasilera.
- Celia Montalbán, periodista espanyola.
- Celia Sánchez Manduley, revolucionaria cubana.
- Celia Sánchez-Ramos, científica i investigadora espanyola.
- Celia Villalobos Talero, política espanyola.
- Celia Viñas Olivella, poetessa espanyola.
- Celia Adler, actriu.
- Celia Barlow, política.
- Celia Birtwell, dissenyadora tèxtil.
- Celia Chazelle, historiadora.
- Celia Douty, víctima d'assassinat.
- Celia Dropkiner, periodista.
- Celia Farber, periodista.
- Celia S. Friedman, escriptora.
- Celia Green, intel·lectual i autora.
- Celia Gregory, actriu.
- Celia Grillo Borromeo, científica.
- Celia Imrie, actriu.
- Celia Johnson, actriu.
- Celia Kitzinger, professora.
- Celia Larkin, parella del Primer Ministre.
- Celia Logan, Actriu i escriptora.
- Celia Lovsky, actriu.
- Celia Rees, autora.
- Celia Sánchez, revolucionaria cubana.
- Celia Thaxter, poetessa.
- Celia Getrude Namuyimbwa, artista i actriu.

## Santoral
- 17 d'octubre: Santa Cèlia o Cilina d'Aquitania, verge i màrtir de Chartres (segle I).
- 21 d'octubre: Santa Cèlia o Celina de Lyon, vidua i mare de San Remigi, morta a Asne (segle VI).
- 21 d'octubre: Santa Cèlia o Celina de Meaux (companya d'Úrsula de Colònia), verge i màrtir en Reims (segle VI).
- 12 de juliol: Santa Maria Celia Guérin, esposa de Sant Louis Martin i mare de Santa Teresa de Lisieux (segle XIX).